# Roc de l'Amorriador
El Roc de l'Amorriador és un fals dolmen format per una llosa amb inscripcions gravades de la comuna de Glorianes, a la comarca del Conflent, de la Catalunya del Nord.
Està situat a la zona central - oriental del terme, a prop i a llevant del poble, uns 250 metres més enlairat que el poble, dalt d'un turó al Camp de l'Home Mort, en el camí que des de Glorianes s'adreça al Coll de les Arques.
Dalt d'aquest turó es troba una placa d'esquist de 2 metres per 3 i mig, aproximadament, amb gravats rupestres que representen espirals, ocells, un personatge, flors i, tot i que més moderns, unes creus cristianes i uns números que, per la traça, són ja dels segles XIX o XX.
Autour de la dalle de nombreuses pierres sont creusées de cupules signe d'une activité ancienne